# Alex Rodrigo Dias da Costa
Alex Rodrigo Dias da Costa, más conocido como Alex (Niterói, Estado de Río de Janeiro, Brasil; 17 de junio de 1982), es un exfutbolista brasileño. Se desempeñaba como defensa y su último equipo fue el A.C. Milan de la Serie A de Italia.
En 2004 fue fichado por el Chelsea FC, procedente del Santos FC. En la temporada 2004/05, fue cedido al PSV Eindhoven neerlandés durante 3 temporadas. La temporada 2007/08 retornó a la escuadra del Chelsea. En el mercado invernal de la temporada 2011/12, fue traspasado al Paris Saint-Germain por 5 millones de euros.

## Selección nacional
Ha sido internacional con la selección brasileña en 17 ocasiones.

## Clubes
| Club                | País         | Año       |
| ------------------- | ------------ | --------- |
| Santos FC           | Brasil       | 2002-2004 |
| PSV Eindhoven       | Países Bajos | 2004-2007 |
| Chelsea FC          | Inglaterra   | 2007-2011 |
| Paris Saint-Germain | Francia      | 2012-2014 |
| A.C. Milan          | Italia       | 2014-2016 |

## Palmarés

### Campeonatos nacionales
| Título                   | Club                | País         | Año       |
| ------------------------ | ------------------- | ------------ | --------- |
| Campeonato Brasileño     | Santos FC           | Brasil       | 2002      |
| Eredivisie               | PSV Eindhoven       | Países Bajos | 2004-2005 |
| Copa de los Países Bajos | PSV Eindhoven       | Países Bajos | 2004-2005 |
| Eredivisie               | PSV Eindhoven       | Países Bajos | 2005-2006 |
| Eredivisie               | PSV Eindhoven       | Países Bajos | 2006-2007 |
| FA Cup                   | Chelsea FC          | Inglaterra   | 2008-2009 |
| Community Shield         | Chelsea FC          | Inglaterra   | 2009      |
| Premier League           | Chelsea FC          | Inglaterra   | 2009-2010 |
| FA Cup                   | Chelsea FC          | Inglaterra   | 2009-2010 |
| Ligue 1                  | París Saint-Germain | Francia      | 2012/13   |
| Supercopa de Francia     | París Saint-Germain | Francia      | 2013      |
| Copa de la Liga          | París Saint-Germain | Francia      | 2013/14   |
| Ligue 1                  | París Saint-Germain | Francia      | 2013/14   |

### Campeonatos internacionales
| Título       | Club                | País      | Año  |
| ------------ | ------------------- | --------- | ---- |
| Copa América | Selección de Brasil | Venezuela | 2007 |